# Шаламай (острів)
Шалама́й — острів на Дніпрі, розташований у районі міста Кременчука (Полтавська область).

## Опис

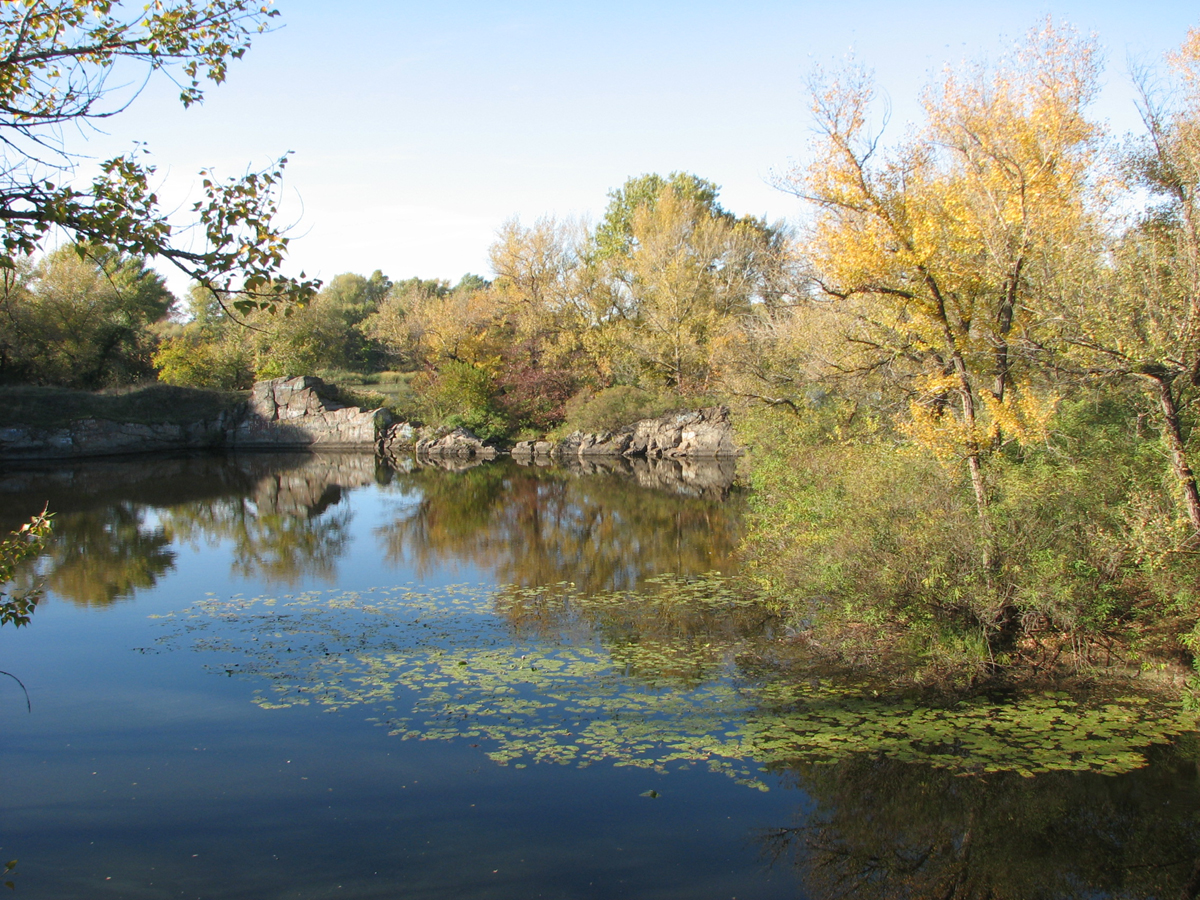
Озеро на місці гранітного кар'єру на о. Шаламай

Острів має довжину близько 2,8 км, ширину — 1,7 км, та площу близько 300 га.
| Кременчук | Це незавершена стаття про Кременчук. Ви можете допомогти проєкту, виправивши або дописавши її. |

| Україна | Це незавершена стаття з географії України. Ви можете допомогти проєкту, виправивши або дописавши її. |